# Darwin-Gletscher (Antarktika)
Der Darwin-Gletscher ist ein großer Gletscher in der antarktischen Ross Dependency. Er fließt vom Polarplateau in östlicher Richtung zwischen den Darwin Mountains und den Cook Mountains zum Ross-Schelfeis. 
Der untere Abschnitt des Gletschers wurde während der Discovery-Expedition (1901–1904) kartografisch erfasst. Neuseeländische Teilnehmer der Commonwealth Trans-Antarctic Expedition (1955–1958) durchquerten schließlich das gesamte Gletschergebiet. Benannt wurde er in Verbindung mit den Darwin Mountains nach Leonard Darwin (1850–1943), Ehrenpräsident der Royal Geographical Society.